# ROM hacking
ROM Hacking é um processo de modificação de ROMs de jogos eletrônicos, com o propósito de fazer traduções e corrigir defeitos, além de atualizar texturas e expandir o conteúdo, praticamente criando novos jogos. Normalmente é utilizado ferramentas como editor hexadecimal e editores gráficos e de sons. A edição de ROMs é considerada violação de propriedade intelectual, salvo em ocasiões em que se possui o jogo original.
Como o mercado américo-latino de jogos é pequeno, pouquíssimos títulos são lançados nos idiomas espanhol ou português, sendo esse um dos principais motivos que leva romhackers (quem edita ROMs) a editar os jogos para seu idioma.